# トルバドールレコード
トルバドールレコード（英: Troubadour Record）は、日本のインディーズ音楽レーベル。1992年発足。

## 概要
当時ナムコに所属していた、細江慎治や相原隆行らにより設立。1992年冬のコミックマーケットにおいて、最初の作品となるアルバム『Be filled with feeling』を販売した。名だたるゲーム音楽の作曲者たちが、所属ゲームメーカーの枠を超えて参加するコンピレーション・アルバムを、年に数枚のペースでリリースしていった。後にこうした状況を、細江は「会社を出れば、ただの人なんで」、相原は「東急建設と清水建設の人が休みに一緒になって犬小屋作っているようなもんですからね」と表現している。
やがて「まにきゅあ団」や「オリエンタル・マグネチック・イエロー（OMY）」（どちらも細江が所属するバンド）のアルバム、相原や佐野信義らのソロアルバムも発売され、活況を呈していった。後にOMYは1996年に、まにきゅあ団は1997年に、サイトロン・レーベルよりメジャーデビューを果たした。
2001年、細江と佐宗綾子らが独立しスーパースィープを創業、自社レーベル「スィープレコード」を展開すると、相原もスタジオカルナバルを設立し独自の音楽活動を開始。主要メンバーが足並みを揃えることが困難となったため、リリースが途絶え休眠状態となった。
2009年、細江や佐宗らによるユニット「Sampling Masters」が、『overdrive hell ヒズミ天国』を本レーベルよりリリース。以降も『ヒズミ天国』シリーズを年に数枚、本レーベルより発売している。

## おもな参加アーティスト
- 細江慎治
- 佐宗綾子
- 相原隆行
- 佐野信義
- 松尾早人
- 崎元仁
- 中潟憲雄
- 結城比以呂
- 古代祐三
- 光吉猛修
- 宮内博史
- 石川勝久
- 梶原正裕
- 武田寧
- 渡部恭久
- Nympheas（佐々木宏人、山口江利子）
- 林克洋
- 木内達也（Mr.K、ex.ゲーマデリック）
- 濱田誠一（アトミック花田、ex.ゲーマデリック）
- 吉田博昭（MARO、ex.ゲーマデリック）
- 飯島丈治（ex.S.S.T.BAND）
- 畑亜貴
- 岡部啓一
- 三角由里
- GANASIA
- 光田康典
- 岩田匡治
- 東野美紀
- まにきゅあ団
- オリエンタル・マグネチック・イエロー
- Sampling Masters
- 秋元きつね